# Hanoj

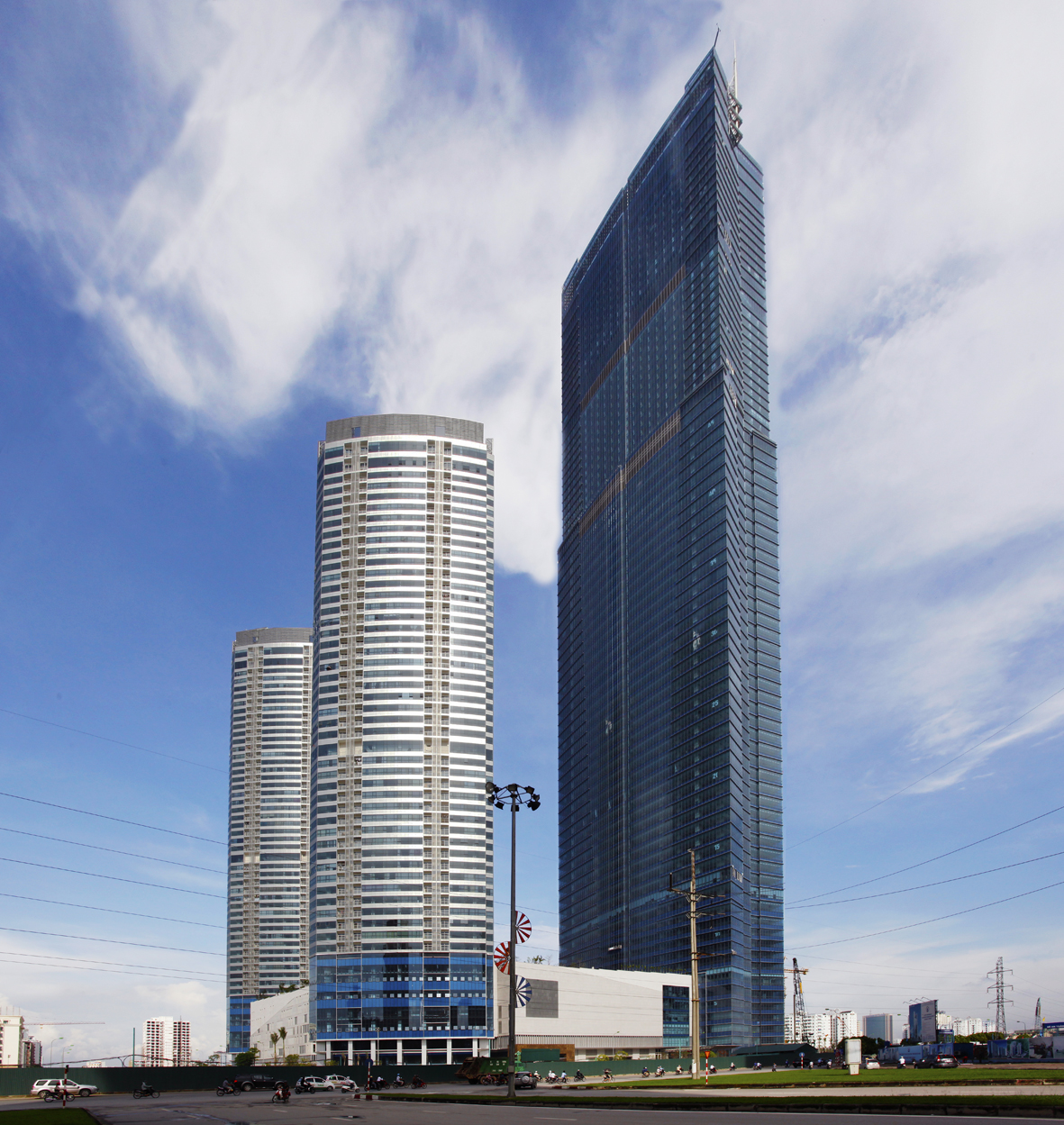
Nejvyšší budova Vietnamu 'Keangnam Hanoi Landmark Tower'

Hanoj (vietnamsky Hà Nội,  výslovnost) je hlavní město a důležité politické, hospodářské a kulturní centrum Vietnamu. Město leží na severu země, přibližně 100 km na západ od Tonkinského zálivu. Protéká jím Rudá řeka (v. Sông Hồng). Žije zde přibližně 8,44 milionu obyvatel.

## Dějiny

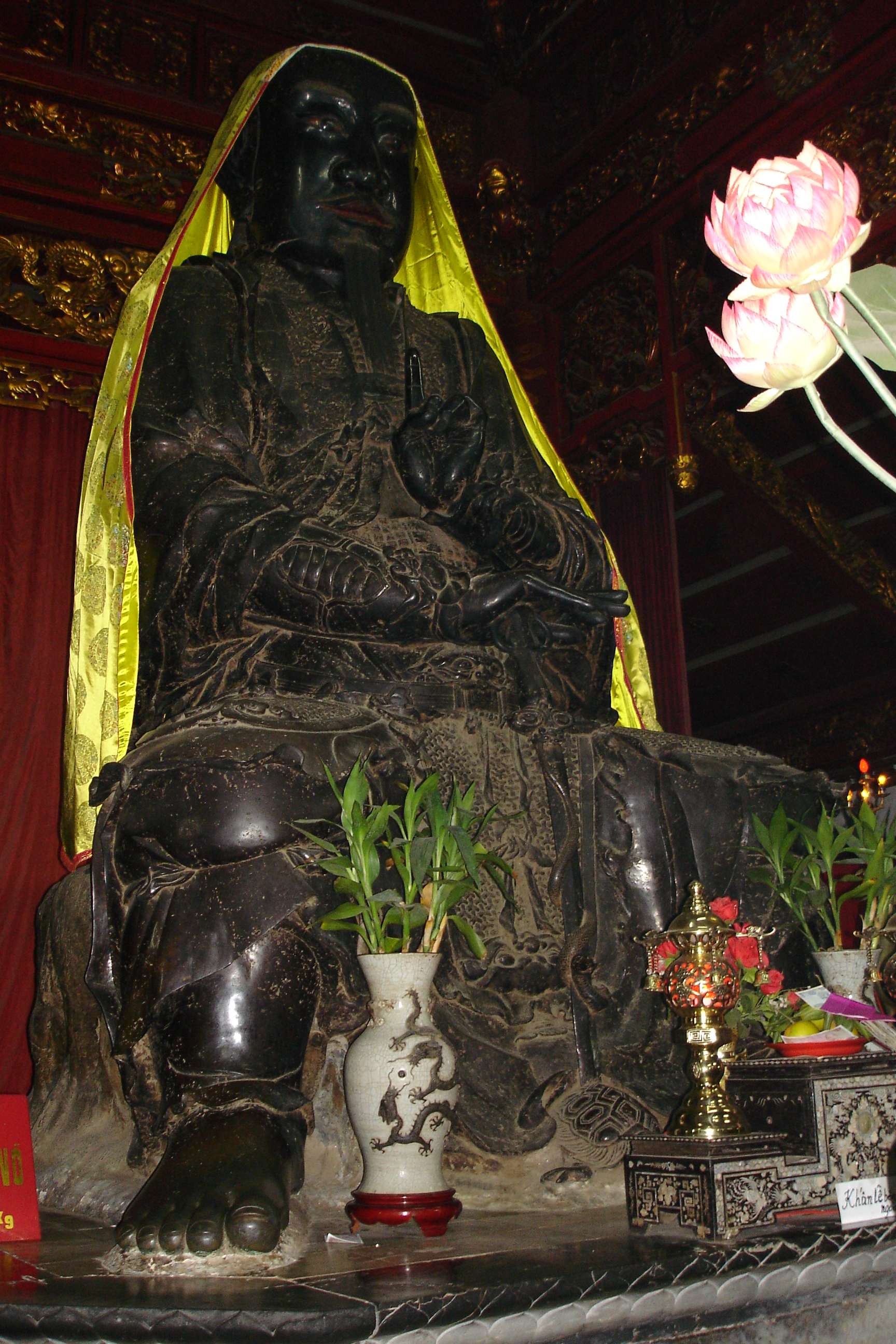
Socha ochranného ducha Tran Vua v chrámu Quan Thanh v Hanoji

První zmínky o lokalitě pocházejí již z poloviny 10. století n. l., kdy byl severní Vietnam pod čínskou vládou. V čínských kronikách o ní nacházíme záznamy z 6. století. V roce 1010 si první král vietnamské dynastie Ly (v. Lý, 1010–1225), Ly Thai To (v. Lý Thái Tổ), zvolil toto město jako své sídelní město a přesunul se sem z dosavadního Hoa Lu (v. Hoa Lư). Nové hlavní město své říše Dai Co Viet (v. Đại Cổ Việt) nazval Thang Long (v. Thăng Long, „Město vzlétajícího draka“). Až do počátku 19. století byl Thang Long s přestávkami nejdůležitějším centrem celé říše, několikrát však bylo přejmenováno. Teprve na přelomu 18. století bylo město připraveno o svůj výsadní význam, neboť vzbouřenecká dynastie Tay Son (1778–1802) a následně královská dynastie Nguyen (1802–1945) učinily novým střediskem říše středovietnamské město Hue.
V roce 1831 dal druhý panovník dyl. Nguyen, Minh Mang (v. Minh Mạng), přejmenovat Thang Long na Ha Noi (v. Hà Nội, „Město na vnitřní straně řeky“ – „vnitřní“ stranou se rozuměl jižní břeh Rudé řeky), toto jméno bývá do češtiny tradičně přepisováno jako Hanoj. V r. 1883 se Hanoj stala hlavním městem francouzského protektorátu Tonkin, zahrnujícího dnešní severní Vietnam. V letech 1954–1976 byla Hanoj hlavním městem severního Vietnamu (tj. Vietnamské demokratické republiky), od r. 1976 je hlavním městem a politickým centrem sjednoceného Vietnamu (Vietnamské socialistické republiky).
Během dějin změnilo město mnohokrát své jméno. V dobách před založením Thang Longu bylo nazýváno mj. také Tong Binh (v. Tống Bình), Long Do (v. Long Đỗ), Long Bien (v. Long Biên), Dai La (v. Đại La), La Thanh (v. La Thành) – tato jména se ovšem vztahovala někdy jen k části pozdější metropole. Ve 2. tisíciletí n. l. se jí postupně dostalo pojmenování Dong Do (v. Đông Đô), Dong Quan (v. Đông Quan), Dong Kinh (Đông Kinh), Bac Thanh (v. Bắc Thành) a znovu pak Thang Long, posléze nakonec Hanoj.
Jádro dnešního moderního města bylo vyprojektováno za francouzské koloniální vlády mezi lety 1887 a 1946. Během americké války v Indočíně v letech 1964–1975, bylo město velmi silně bombardováno a velká část jeho zástavby byla poškozena či zničena.

## Kulturní dědictví města

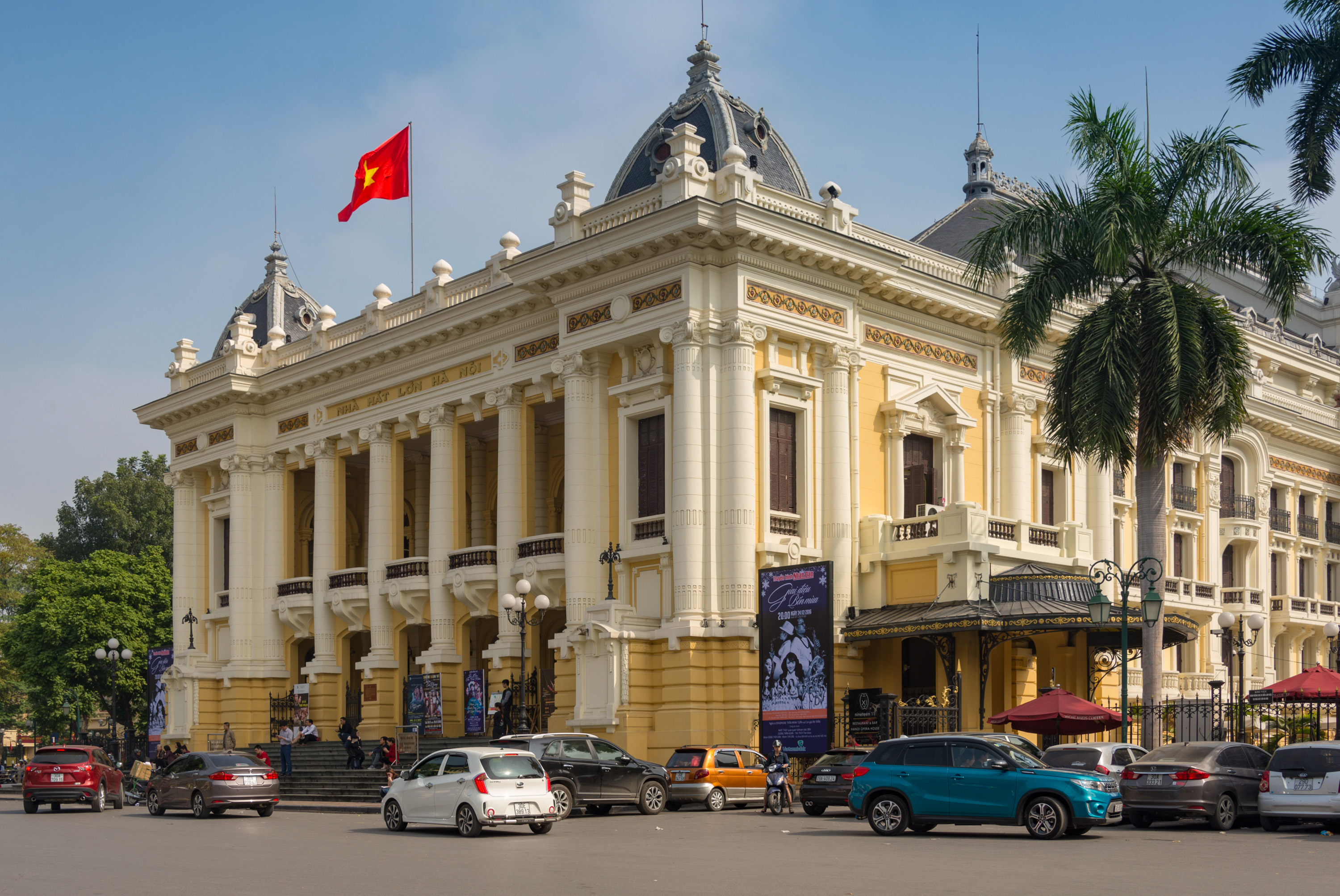
Hanojská opera

Hanoj je důležitým kulturním centrem Vietnamu s bohatou historií. V centru města probíhají od r. 2002 archeologické průzkumy, které odhalily pozůstatky staveb až ze 7.-8. století n. l. Z bývalé královské pevnosti zbyly jen skromné pozůstatky, mj. brána Doan Mon a vlajková věž. Nejznámějšími památkami města jsou Chrám literatury a Pagoda na jednom sloupu, jejichž původ sahá do 11. století. Řada chrámů a pagod (kterých je na území Hanoje údajně více než 600) má rovněž starý původ, Pagoda obrany státu byla založena již v 6. století, chrám ochranného ducha Tran Vua (zv. též Chrám Quan Thanh) byl založen na počátku 11. století.
Za střed Hanoje bývá považováno Jezero navráceného meče, jeden ze symbolů města, na jehož ostrůvcích stojí
Chrám nefritové hory a Želví věž. V bezprostředním sousedství Jezera se rozkládá čtvrť starých uliček (obvykle se hovoří o 36 ulicích), jež byly původně spojeny s různými řemeslnickými cechy, a podle své původní specializace se dodnes jmenují: Vějířová ulice, Klobouková ulice, Uhelná ulice aj.
Z doby francouzské kolonizace pocházejí další pozoruhodné stavby, které dnes dotvářejí atmosféru města: Hanojská opera, katedrála sv. Josefa, most Long Bien, prezidentský palác nebo budova Historického muzea. Novější dominantu města představuje Ho Či Minovo mauzoleum na náměstí Ba Dinh, postavené v roce 1975. Z řady muzeí stojí za zmínku zejména Historické muzeum a Muzeum umění. Francouzi se též podíleli na zřízení nového Etnografického muzea (zal. 1997).

## Hospodářský rozvoj města ainfrastruktura
Od 90. let zaznamenává Hanoj poměrně prudký hospodářský růst, který je však také doprovázen značným nárůstem populace a naráží na dosud neřešené problémy s infrastrukturou.
V současnosti existuje v Hanoji už 9 rozsáhlých průmyslových zón, staví se další průmyslové parky. Ve městě vzniká 8,4 % HDP celého Vietnamu. Vedle výrobního (textil, cement, strojní součástky, chemikálie, v posledních letech ale stále více i elektronika, software) a zpracovatelského průmyslu je Hanoj významným centrem služeb (nárůst zejména v turistice) a obchodu.
V současnosti probíhá velké množství rozsáhlých stavebních projektů, které zahrnují i celé urbanistické zóny, jako Trung Hoa-Nhan Chinh nebo My Dinh, kde bylo mj. postaveno velkolepé moderní Konferenční centrum či Národní stadion. Investují se velké částky do budování nových komunikací (několik nových mostů přes Rudou řeku, obchvatové silnice), odkládá se však komplexnější řešení dopravní infrastruktury. Dopravní situace v Hanoji je stále více alarmující (neustálé zácpy, znečištěné ovzduší, hlučnost), existuje jen jediný veřejný dopravní prostředek, autobusy. Většina Hanojanů se proto přemisťuje na vlastním motocyklu.

## Fotogalerie

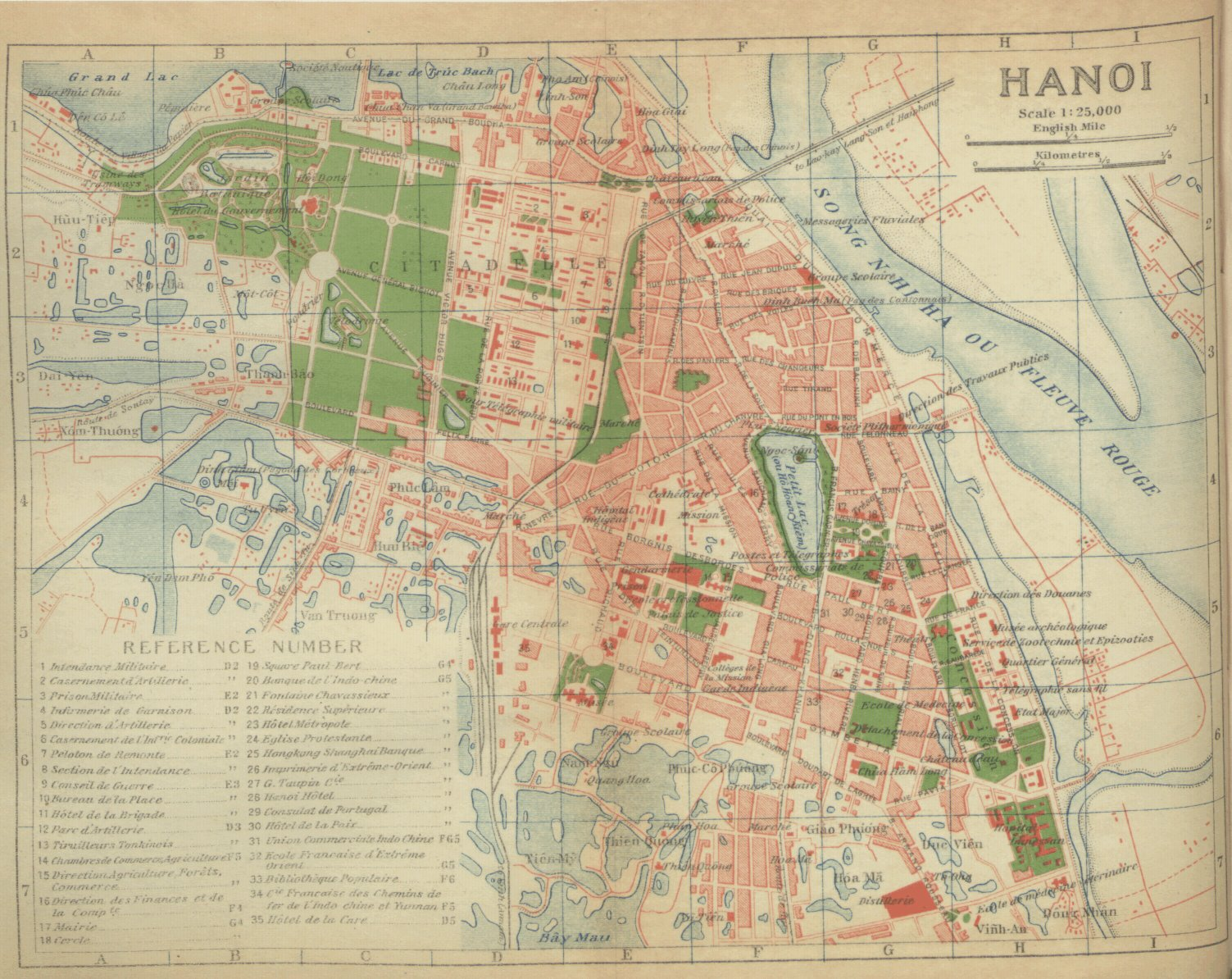
Mapa Hanoje (1920)
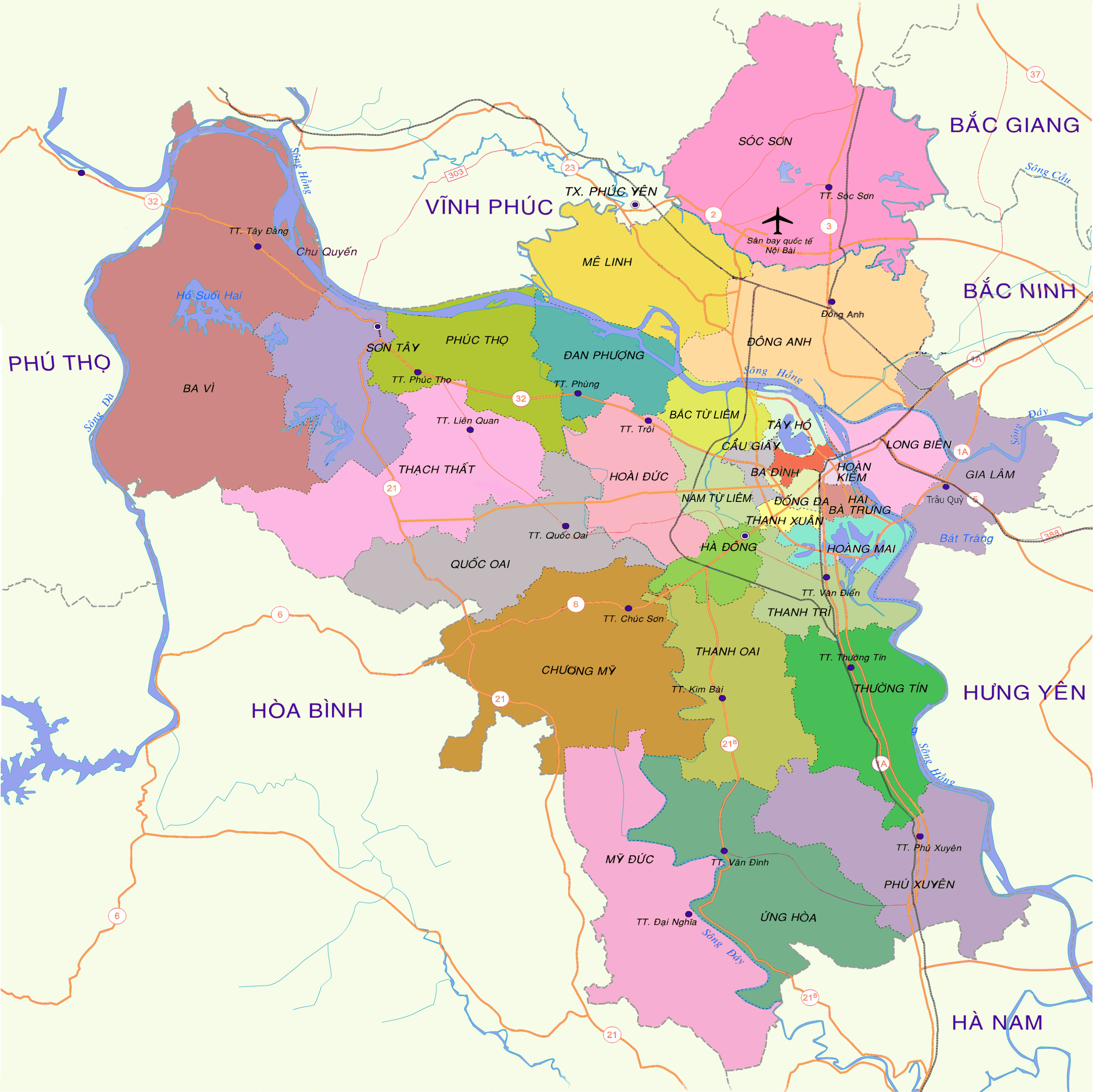
Mapa Hanoje (2008)
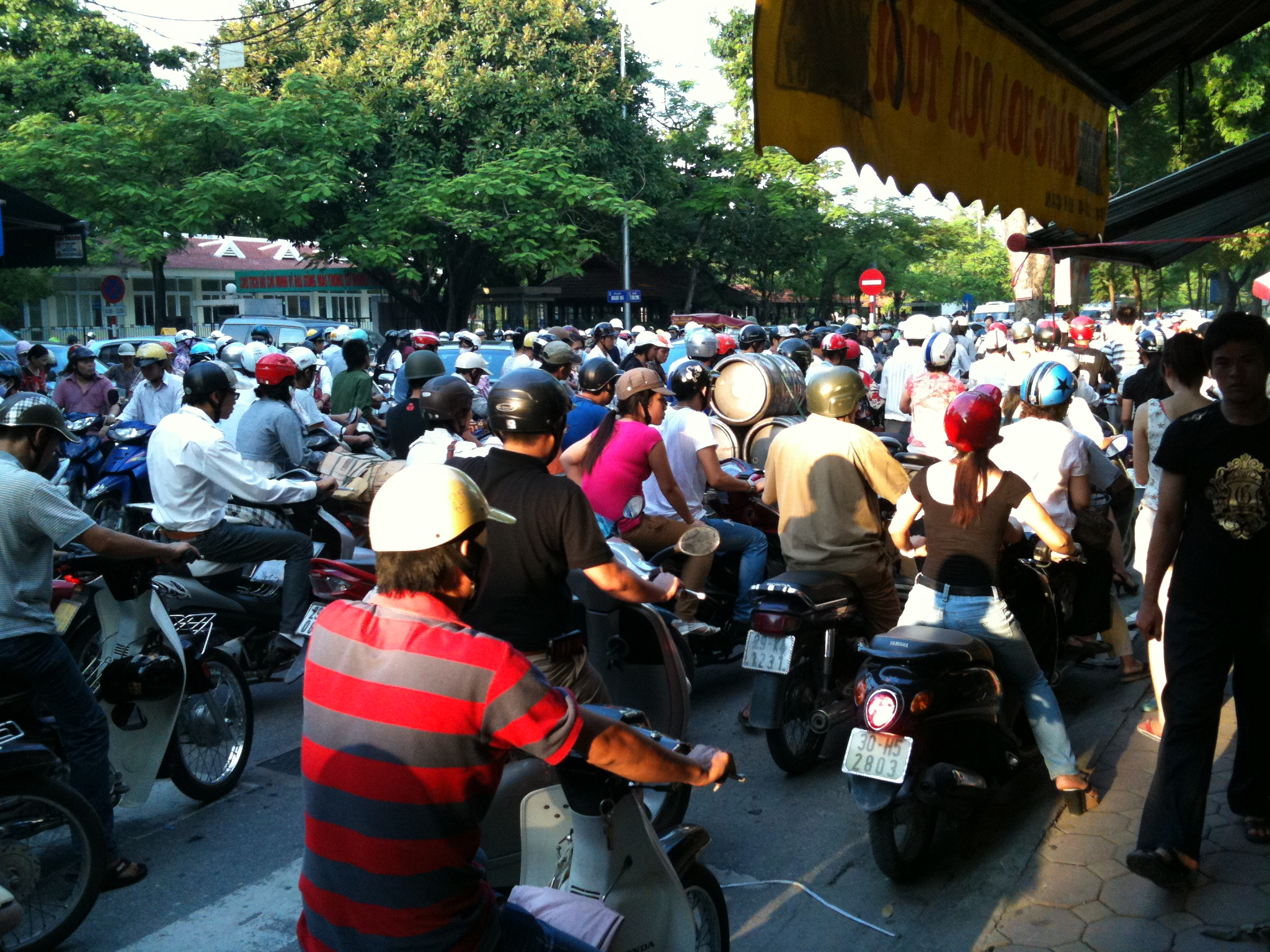
Hanojská doprava
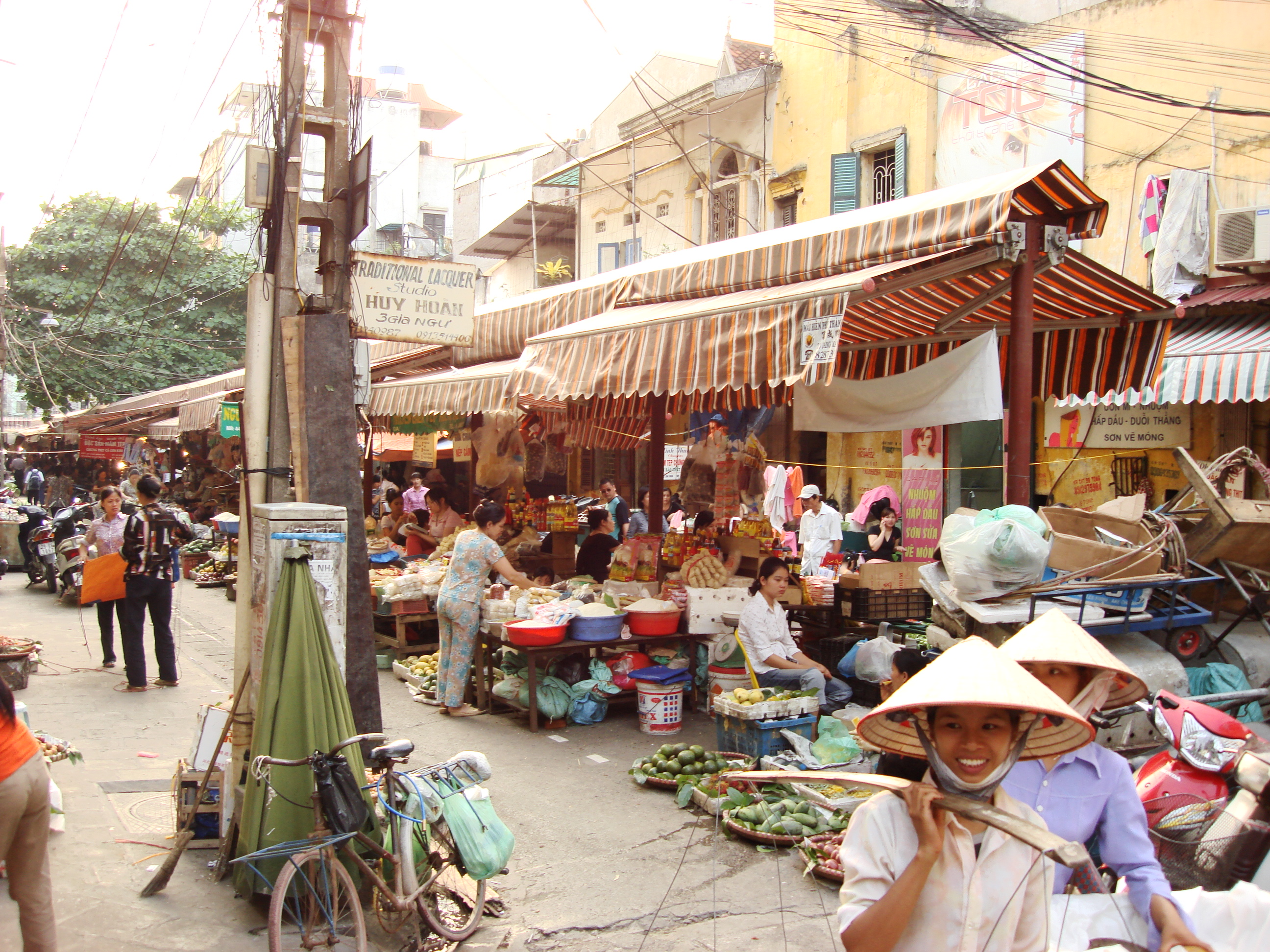
Hanojské tržiště
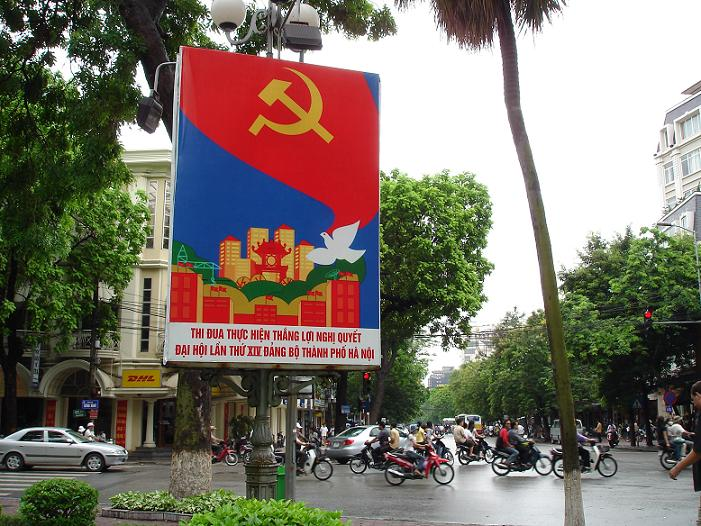
Propagandistický plakát vládnoucí komunistické strany
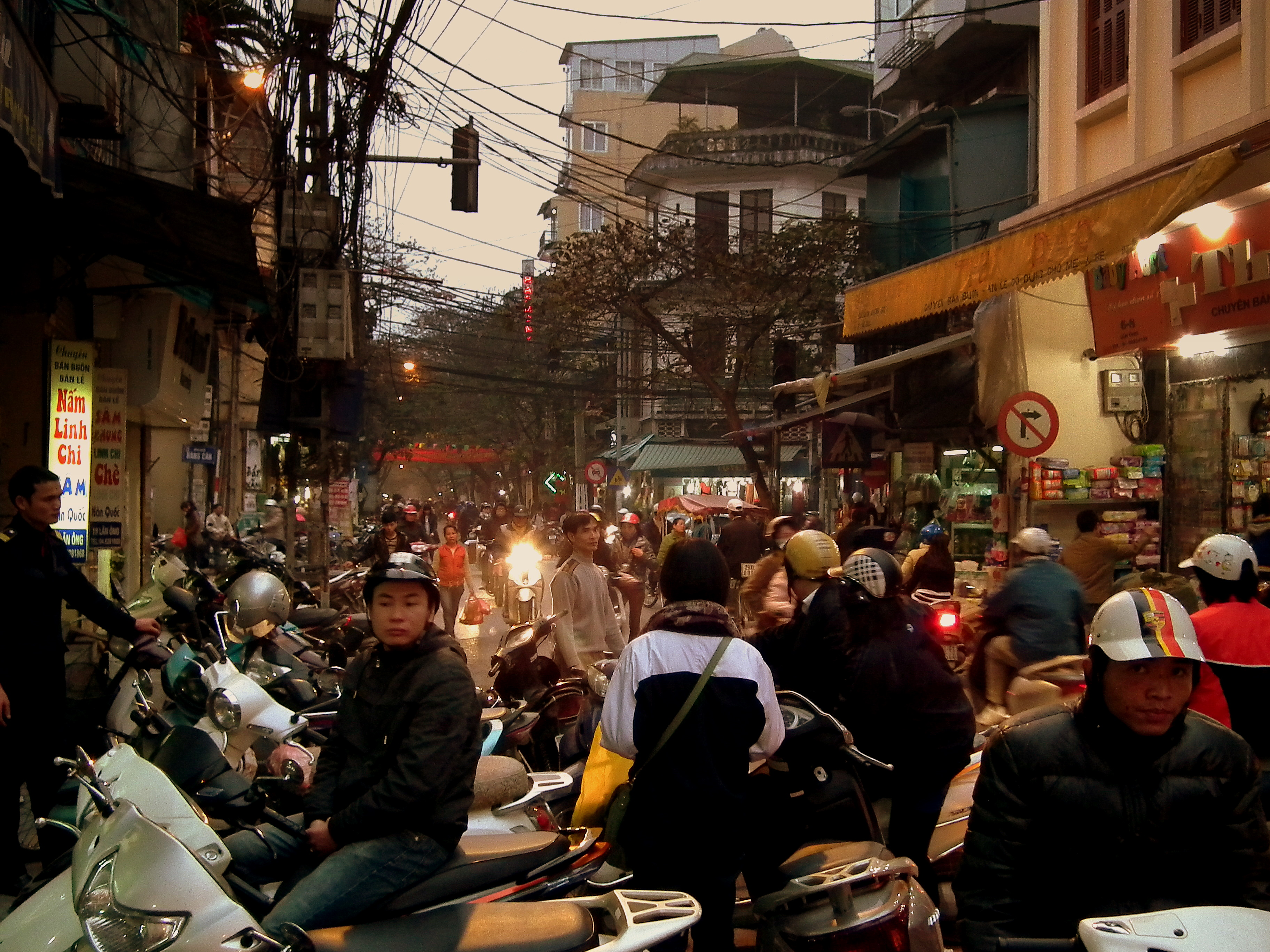
Večerní Hanoj

## Partnerská města
- Angoulême, Francie
- Ankara, Turecko
- Astana, Kazachstán
- Bangkok, Thajsko
- Hongkong
- Isfahán, Írán
- Jakarta, Indonésie
- Manila, Filipíny
- Montréal, Kanada
- Moskva, Rusko
- Peking, Čína
- Phnompenh, Kambodža
- Prefektura Fukuoka, Japonsko
- Soul, Jižní Korea
- Toulouse, Francie
- Varšava, Polsko
- Victoria, Seychely